# 二齿马先蒿
二齿马先蒿（学名：Pedicularis bidentata）为列当科马先蒿属的植物，是中国的特有植物。分布于中国大陆的四川等地，生长于海拔3,300米至3,700米的地区，目前尚未由人工引种栽培。